# Sínia de la Barquera
La Sínia de la Barqueta és una obra de la Secuita (Tarragonès) inclosa a l'Inventari del Patrimoni Arquitectònic de Catalunya.

## Descripció
Es tracta d'una sínia (pou d'aigua enrajolat i un safareig) construïda amb pedra i maons tot ell arremolinat amb morter.
La vora del safareig és de rajols.
Hi ha un cert deteriorament de l'estructura que recull l'aigua del pou i la condueix al safareig per l'aparició d'una esquerda.
El safareig té un desaigüe en una cantonada i està en bon estat de conservació, llevat del trencament d'algun rajol de la bora superior.
Pel que fa a la maquinària per fer pujar l'aigua del pou, es tracta d'una bomba mecànica accionada per animals, amb components de ferro forjat i d'altres de fosa.
Aquests elements mecànics, a banda de l'oxidació, estan en molt bon estat de conservació i mantenen totes les seves parts i components originals.
Del pou se'n continua aprofitant l'aigua, extraient-la de manera amb una petita bomba de gasolina que si porta només quan es vol regar.